# Mariehamn
Mariehamn (tiếng Phần Lan: Maarianhamina) là thủ phủ của Åland, một lãnh thổ tự trị thuộc Phần Lan. Mariehamn là nơi đặt trụ sở của Chính phủ và Nghị viện Åland, và 40% cư dân của Åland sinh sống tại thành phố. Giống như toàn bộ Åland, Mariehamn là nơi đơn ngữ tiếng Thụy Điển và khoảng 88% cư dân tại đây có tiếng mẹ đẻ là tiếng Thụy Điển.
Đô thị được đặt tên theo Maria Alexandrovna, hoàng hậu của Aleksandr II của Nga. Mariehamn được thành lập vào năm 1861, quanh làng Övernäs, tại nơi mà khi đó là một phần của khu tự quản Jomala. Thành phố kể từ đó được mở rộng và hợp nhất thêm nhiều lãnh thổ của Jomala. Thành phố nằm trên một bán đảo, và có hai cảng quan trọng, một nằm trên bờ biển phía tây và một nằm trên bờ biển phía đông. Cảng Tây là một cảng quốc tế quan trọng với các chuyến tàu thường nhật tới Thụy Điển và đại lục Phần Lan. Các chuyến phà trên biển Baltic có lý do để dừng chân tại đây do Åland không phải là một phần của khu vực hải quan EU, do vậy hàng hóa miễn thuế có thể được bán lên tàu. Sân bay Mariehamn nằm tại Jomala lân cận, cách trung tâm thành phố 3 kilômét (2 mi) về tây bắc.